# Аран, Томоко
Томоко Аран (яп. 亜蘭知子 аран томоко) (род. 14 января 1958) — японская поэтесса-песенница, певица и эссеистка.
Родилась в городе Хиросаки префектуры Аомори.

## Биография
Она дебютировала как поэтесса-песенница в 19 лет. Аран стала одной из первых талантов, что участвовали в основании Being (ныне — B ZONE inc.) вместе с Дайко Нагато и Тэцуро Ода. Она покинула организацию в конце 90-х и сейчас аффилирована с Formula Entertainment.
В 1983 году она выпустила альбом «Floating Space», обложка которого была создана с помощью суперкомпьютера.
В 1987 году вместе с TUBE и Тэцуро Ода она сформировала группу 「渚のオールスターズ」 (Nagisa's All Stars / Все звёзды Нагисы). Группа распалась в 1989 году. В 2006 группа воссоединилась, и к ним снова присоединилась Аран.
Будучи известна многими выступлениями на ТВ, она также знаменита как ведущая в телесериале Асахи 『ビートたけしのTVタックル』(«Бит Такэси на телевидении»).
Она завела свой блог в 2009 году, а в четверг, 27 мая 2010 года, в Meguro Blues Alley Japan состоялось её возвращение на сцену.
В 2010-х годах, когда японская городская поп-музыка привлекла внимание за границей страны, альбом 『浮遊空間』, выпущенный в мае 1983 года, получил высокую оценку от иностранных слушателей. Песня "Midnight Pretenders" из этого альбома была использована канадским автором-исполнителем The Weeknd в сингле "Out Of Time", вышедшем в январе 2022 года.

## Дискография

### Синглы
| №                              | Дата выпуска                   | Название                          | B-side                          | Формат                         | Номер в каталоге               |
| Уорнер Пионер / WARNER RECORDS | Уорнер Пионер / WARNER RECORDS | Уорнер Пионер / WARNER RECORDS    | Уорнер Пионер / WARNER RECORDS  | Уорнер Пионер / WARNER RECORDS | Уорнер Пионер / WARNER RECORDS |
| ------------------------------ | ------------------------------ | --------------------------------- | ------------------------------- | ------------------------------ | ------------------------------ |
| 1-й                            | 28 июня 1981 г.                | 悲しきボードビリアン              | SO GET UP (要塞の女たち)        | EP (пластинка)                 | L-1528W                        |
| 2-й                            | 28 мая 1983 г.                 | BODY TO BODY                      | ひと夏のタペストリー (TAPESTRY) | EP                             | M-1501                         |
| 3-й                            | 28 июня 1984 г.                | Drive To Love (愛の海へ)          | もう一度SOUTH WIND              | EP                             | M-1503                         |
| 4-й                            | 25 марта 1985 г.               | LOVE CONNECTION (したたかにWOMAN) | 哀しみのSING                    | 12 дюймов                      | M-3601                         |
| 5-й                            | 25 февраля 1986 г.             | Till The End Of The World         | Rain                            | EP                             | M-1506                         |
| CBS/SONY RECORDS               |                                |                                   |                                 |                                |                                |
| 6-й                            | 21 октября 1988 г.             | Wait Forever                      | One And Only                    | EP                             | 07SH-3120                      |
| 6-й                            | 21 октября 1988 г.             | Wait Forever                      | One And Only                    | компакт-диск 8 см              | 10EH-3120                      |
| 7-й                            | 1 декабря 1989 г.              | 秋                                | Je t'aime 気ままに…             | компакт-диск 8 см              | CSDL-3035                      |
| 8-й                            | 1 февраля 1990 г.              | Everything                        | 日曜日のスキャット              | компакт-диск 8 см              | CSDL-3055                      |
| Warner Music Япония            |                                |                                   |                                 |                                |                                |
| 9-й                            | 29 сентября 2021 г.            | MIDNIGHT PRETENDERS/I'M IN LOVE   |                                 | EP                             | WQKL-11                        |

### Aльбомы

#### Оригинальные альбомы
|                                | Дата выпуска                   | Название                                          | Формат                         | Номер в каталоге               |
| Уорнер Пионер / WARNER RECORDS | Уорнер Пионер / WARNER RECORDS | Уорнер Пионер / WARNER RECORDS                    | Уорнер Пионер / WARNER RECORDS | Уорнер Пионер / WARNER RECORDS |
| ------------------------------ | ------------------------------ | ------------------------------------------------- | ------------------------------ | ------------------------------ |
| 1-й                            | 25 июля 1981 г.                | 神経衰弱                                          | пластинки (LP)                 | L-12502W                       |
| 2-й                            | 25 июля 1982 г.                | 色彩感覚                                          | пластинки                      | М-12512                        |
| 3-й                            | 28 мая 1983 г.                 | 浮遊空間                                          | пластинки                      | М-12515                        |
| 4-й                            | 25 июня 1984 г.                | More Relax                                        | пластинки                      | М-12516                        |
| 4-й                            | 25 октября 1984 г.             | More Relax                                        | компакт-диски                  | 35XL-45                        |
| 5-й                            | 25 апреля 1985 г.              | IMITATION LONELY ―都会は、淋しがりやのオモチャ箱― | пластинки                      | М-12521                        |
| 5-й                            | 25 мая 1985 г.                 | IMITATION LONELY ―都会は、淋しがりやのオモチャ箱― | компакт-диски                  | 32XL-67                        |
| 6-й                            | 25 апреля 1986 г.              | Last Good-bye                                     | пластинки                      | М-12525                        |
| 6-й                            | 25 апреля 1986 г.              | Last Good-bye                                     | компакт-диски                  | 32XL-146                       |
| 7-й                            | 25 марта 1987 г.               | MIND GAMES                                        | пластинки                      | М-12532                        |
| 7-й                            | 25 марта 1987 г.               | MIND GAMES                                        | компакт-диски                  | 32XL-201                       |
| CBS/SONY RECORDS               |                                |                                                   |                                |                                |
| 8-й                            | 21 ноября 1989 г.              | Stay In My Eyes                                   | компакт-диски                  | 32DH-5166                      |
| 8-й                            | 21 ноября 1989 г.              | Stay In My Eyes                                   | CT (Компакт-кассеты)           | 28KH-5166                      |
| 9-й                            | 21 апреля 1990 г.              | Sunny Side Memories                               | компакт-диски                  | CSCL-1126                      |

#### Лучшие альбомы
|                     | Дата выпуска        | Название              | Формат              | Номер в каталоге    |                     |
| Warner Music Япония | Warner Music Япония | Warner Music Япония   | Warner Music Япония | Warner Music Япония | Warner Music Япония |
| ------------------- | ------------------- | --------------------- | ------------------- | ------------------- | ------------------- |
| 1-й                 | 11 мая 2011 г.      | GOLDEN☆BEST The Best  | компакт-диски       | WPCL-10949          |                     |
| 2-й                 | 25 марта 2020 г.    | Warner Years '81〜'87 | компакт-диски       | WPCL-13187          |                     |

### Список музыкальных коллабораций
| Название                                            | Коллаборация                                               | Записанные произведения                                       |
| --------------------------------------------------- | ---------------------------------------------------------- | ------------------------------------------------------------- |
| Please, Please, Please (恋は、はじめてじゃないのに) | フルベール化粧品 CFイメージソング                          | アルバム『IMITATION LONELY ―都会は、淋しがりやのオモチャ箱―』 |
| LOVE CONNECTION (したたかにWOMAN)                   | 宝 カン・チューハイ イメージソング                         | シングル「LOVE CONNECTION (したたかにWOMAN)」                 |
| Till The End Of The World                           | 『スパイラルゾーン』イメージソング                         | シングル「Till The End Of The World」                         |
| Wait Forever                                        | JR四国イメージ・ソング                                     | シングル「Wait Forever」                                      |
| 秋                                                  | タケダ『スプリエ・ホワイトED』CFイメージソング             | シングル「秋」                                                |
| Je t'aime 気ままに…                                 | 東洋ゴム『LIZA』CFイメージソング                           | シングル「秋」                                                |
| Everything                                          | 銀座ジュエリー・マキ カメリアダイヤモンド CFイメージソング | シングル「Everything」                                        |

## Произведения
1. Ящик с игрушками от одиночества (淋しがりやのオモチャ箱) (Кэйбунся, 1985.07)
2. Траурная пьеса (葬式ごっこ) (Обунся, 1999.04) * Иллюстрация Ёсико Асакура
3. Дорожный знак любви (恋のロードサイン) (Кобунся, 2003.06.05)

## Основные исполнители
- Дзюнко Михара 「セクシー・ナイト」「ド・ラ・ム」「時限爆弾」
- Тосио Фурукава 「HEARTへようこそ」
- Норико Хидака 「もう一度・ブラックコーヒー」
- 20 песен, в том числе записанные с TUBE: 「シーズン・イン・ザ・サン」, 「SUMMER DREAM」, 「BEACH TIME」 и 「DANCE WITH YOU」.
- B'z「Nothing To Change」
- Хидэки Сайдзё 「潮騒」
- Ёко Минамино 「KISSしてロンリネス」
- Киётака Сугияма 「青空が目にしみる」
- Марико Курата 「イヴニング・スキャンダル」「June 浪漫」「DAY BY DAY」「恋はライ・ライ・ライ」
- Сатико Судзуки 「INNOCENT SKY〜悲しみも届かないあの空の向こうへ〜」
- Тэцуро Ода & 9th IMAGE「Sandy」
- Рие Хатада 「ターミナル」
- Наоко Иидзима
- Мэгуми Хаякава
- Мисако Хондзё
- Саори Сайто (Акира Асакура)
- Мичи Томидзава
- Кинуко Омори 「今夜はハリケーン」「Remember」「傷だらけのWild」「MAD MACHINE」「VICTORY」「忘れないで」「CHASE THE DREAM」 (Все песни использованы в OVA "Bubblegum Crisis")
- Такако Ота 「Heartbreak Mistake」
- Key West Club[яп.]
- Синъити Фурукава
- Асами Хаяси 「恋してオモナ」
- Тосихико Тахара
- Дзюнко Токумару 「ガラスの靴はいらない」「THE END」
- Кэйко Тода
- Сёитиро Хидзумэ
- Наоми Акимото 「MY FRIEND」「ジェントルじゃいられない」
- M-BAND
- Юуюки Кусуноки
- Риюко Танака
- BBQUEENS 「君にコケコッコー!」「ひとりぼっちの帰り道」
- Кумико Окаэ
- Томоми Нисимура 「MY BEST FRIEND〜悲しい夜はそばにいて〜」
- Кодзиро Симидзу 「TOKYO DREAMIN′」
- Ри Кода
- Юко Имаи
- Нацуки Одзава
- Сэйитиро Курибаяси
- Юико Цубокура
- Сигэру Мацудзаки
- Рисако Ситара
- BLUEW[яп.]
- Юкари Ито
- Юкио Хаси 「神戸ハーバーブルー」「いのちのうた（コロブチカ）」
- Маюми Асака
- Ютака Симадзу 「指輪」
- Юмико Сэки「ゆめいっぱい」
- Red Pepper Girls 「レモンティー 〜搾って、ボクのレモンを〜」
- Синдзи Какисима
- Сё Ямамото
- Юдзи Мицуя
- ESCOLTA[яп.]
- Токуэй Иваки 「愚痴ともだち」 (это единственная песня, которую сочинила Томоко Аран).
- 鯉してるオールキャスターズ:「勝利を我らに!〜Let's win!〜」

## Появления на телевидении
- どーする?! TVタックル ※Первый квази-модератор (июль 1989 - август того же года)
- しぜんとあそぼ[яп.] ※Ведущая (1997)
- ※Комментатор 「スーパーモーニング」 (1998, 1999)

## Сноски
1. 1 2  亜蘭知子 Архивная копия от 22 августа 2023 на Wayback Machine CDジャーナル 2018年7月9日閲覧
2. ↑  亜蘭知子のアルバム『冬空間』のジャケットができた様子。 – AFTER 5 – Blog (яп.). AFTER 5 - Blog (29 июня 2023). Дата обращения: 6 июля 2023. Архивировано 7 июля 2023 года.

## Внешние ссылки
- Веб-страница Warner Music Japan
  - Томоко Аран

Социальные сети
- Официальный блог Томоко Аран
- 亜蘭知子(Tomoko Aran) в X